# ナブテスコ
ナブテスコ株式会社（英: Nabtesco Corporation）は、日本の機械メーカー。

## 概要
2003年に株式会社ナブコと帝人製機株式会社（後のティーエスコーポレーション株式会社）が株式移転により経営統合する際に純粋持株会社として設立、翌2004年に2社を吸収合併し、事業持株会社となった。
航空機の飛行姿勢を制御するフライト・コントロール・アクチュエーターでは世界有数のメーカーであり、産業用ロボットの関節などに使用される精密減速機は世界市場トップとなる約60%のシェアを占める。建設機械用油圧機器では、油圧ショベルの走行ユニットで世界シェア約25%、鉄道車両用機器では、新幹線・在来線等においてブレーキ装置で約50%、ドア開閉装置で約70%の国内市場シェアを持つほか、建物用自動ドア開閉装置では、約50%の国内市場シェアを持ち、自動ドアのマークはNABCOブランドとして知られている。

## 沿革
- 2002年（平成14年）
  - 4月 - 帝人製機株式会社、株式会社ナブコ、油圧機器事業に関する業務提携を開始。
  - 11月 - 経営統合に関する基本合意書を締結。
- 2003年（平成15年）
  - 3月 - 経営統合に関する正式契約書を締結。
  - 6月 - 帝人製機・ナブコの株主総会において、経営統合について承認。
  - 9月29日 - 帝人製機・ナブコを完全子会社とする持株会社「ナブテスコ株式会社」設立。東京証券取引所（市場第1部）に上場。
- 2004年（平成16年）10月1日 -  ナブコ、TSCを簡易吸収合併（両社の事業を当社にて統合）。
- 2009年（平成21年）12月1日 - 商用車用機器事業を分社化、ナブテスオートモーティブを設立。
- 2011年（平成23年）4月1日 - スイス・KABA社から自動ドア部門を買収、Gilgen Door Systems AGを設立。
- 2015年（平成27年）4月 - 東芝機械株式会社から、株式会社ハイエストコーポレーション買収（油圧機器事業）。
- 2016年（平成28年）4月1日 - 東日本地区販売代理店のナブコシステムの株式を追加取得し、連結子会社化[1]。

## 主要事業
- 産業用ロボット向け・工作機械向けなどの精密減速機をはじめとする「精密機器事業」[2]
- 鉄道車両用ブレーキシステム・ドア装置、商用車用エアーブレーキ、大型船舶エンジン制御システムをはじめとする「輸送用機器事業」[2]
- 航空機の操縦系統システムや油圧パワーショベル向け走行モーターをはじめとする「航空・油圧機器事業」[2]
- 建物用自動ドア・プラットホームドアシステムをはじめとする「産業用機器事業」[2]
- セキュリティゲート
- 福祉機器

### 鉄道車両用機器製品例
電気指令式ブレーキ装置　
- 新幹線車両、通勤形電車、地下鉄車両、新交通システムまで多岐にわたる車両に採用されている[3]。

トレッドブレーキユニット（ユニットブレーキ）、制輪子
戸閉装置
- 空気式戸閉装置
- 電気式戸閉装置（スクリュー軸駆動式[注 1]、Rack☆Star[3]（ラック・アンド・ピニオン方式）など）
- 新幹線用戸閉装置（空気式ドア開閉機構および押さえ装置）においては、高度な安全性と技術力が求められることから、2008年時点[2]および2018年時点の資料では国内シェア100%の実績を誇る[3]。

空気圧縮機
- レシプロ式、スクリュー式、オイルフリースクロール式空気圧縮機など[3]
- 空気圧縮機用除湿装置

滑走防止装置、各種試験装置、座席シート回転装置、分岐器除雪装置、ホームドアシステム、可動式ステップなど

## 国内拠点
- 本社 ‐ 東京都千代田区
- 名古屋営業所 ‐ 愛知県名古屋市中村区（精密減速機・航空機器）
- 岐阜工場 ‐ 岐阜県不破郡垂井町（航空機器）
- 垂井工場 ‐ 岐阜県不破郡垂井町（油圧機器）
- 津工場 ‐ 三重県津市（精密減速機）
- 神戸工場 ‐ 兵庫県神戸市西区（鉄道車両用機器）
- 西神工場 ‐ 兵庫県神戸市西区（舶用機器・油圧機器）
- 甲南工場 ‐ 兵庫県神戸市東灘区（自動ドア・福祉機器）
- ナブテスコR&Dセンター ‐ 京都府京都市下京区 京都リサーチパーク（研究開発拠点）
- ナブテスコリンク株式会社
- ナブテスコマリン四国株式会社
- ナブテスコサービス株式会社
- ナブテスコオートモーティブ株式会社
- 東洋自動機株式会社
- ナブコドア株式会社
- ナブコシステム株式会社
- シーメット株式会社
- 株式会社テイ・エス・メカテック
- 株式会社ナブテック
- ティーエス プレシジョン株式会社

## 番組スポンサー
- スッキリ!!（日本テレビ、2017年10月から）※水曜日
- 1億人の大質問!?笑ってコラえて!（日本テレビ、2017年10月から）